# Bassin de Campos
Le bassin de Campos est un bassin sédimentaire brésilien situé sur la côte nord de l'État de Rio de Janeiro, et s'étend jusqu'à l'État d'Espírito Santo, entre les parallèles 21 et 23 Sud. Sa limite, au Sud, avec le bassin de Santos se fait au lieu-dit Alto de Cabo Frio ; au Nord, avec le bassin d'Espírito Santo, au lieu-dit Alto de Vitória.
Le bassin de Campos est la plus importante province pétrolifère du Brésil, produisant plus de 80 % de la production nationale de pétrole. 